# Darío Álvarez Limeses
Darío Álvarez Limeses, nacido en Pontevedra el 10 de noviembre de 1877 y fallecido el 30 de octubre de 1936, fue un médico y periodista español.

## Trayectoria

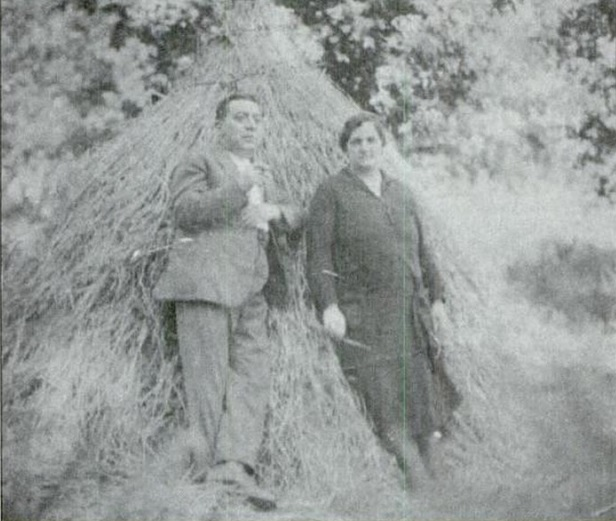
Darío Álvarez Limeses y María Blázquez Ballester en Baión, en 1928.

Hijo de Emilio Álvarez Giménez y hermano de Xerardo Álvarez Limeses, licenciado en Medicina por la Universidad de Santiago de Compostela, se instaló en Tuy como médico en 1905. Allí, paralelamente a su labor asistencial ejerció un trabajo periodístico, social y político: Colaboró y presidió diferentes sociedad culturales como la Sociedad Artística o la Venatoria; dirigió el semanario La Opinión y colaboró en los periódicos La Integridad, El Vencejo, La Correspondencia Gallega y El Pueblo Gallego. Se casó con María Blázquez Ballester el 15 de junio de 1907 con la que tuvo seis hijos, todos hombres: Darío (1910), Celso (1913), Xosé María (1915), Alfonso (1917), Emilio (1919) y Álvaro (1921).
En la Segunda república fue miembro de la Izquierda Republicana. Con el Golpe de Estado del 18 de julio de 1936 fue parte activa de la resistencia miñota, fue encarcelado y posteriormente fusilado en la alameda tudense el 30 de octubre de 1936.